# Butterfly (album av Mariah Carey)
Butterfly är Mariah Careys sjätte studioalbum och lanserades i USA den 16 september 1997. Albumet innehåller 12 låtar. Butterfly sålde 11 miljoner kopior i hela världen och låg fyra på Sverigetopplistan.
| Nr | Namn                              | Låtskrivare | Producent                                     | Tid  |
| -- | --------------------------------- | --- | --------------------------------------------- | ---- |
| 1  | Honey                             | Mariah Carey, Sean Combs, Kamaal Fareed, Stevie J, Stephen Hague, Bobby Robinson, Ronald Larkins, Larry Price, Malcolm McLaren | Mariah Carey, Sean Combs, The Ummah, Stevie J | 5:00 |
| 2  | Butterfly                         | Mariah Carey, Walter Afanasieff                                                                                                | Mariah Carey, Walter Afanasieff               | 4:34 |
| 3  | My All                            | Mariah Carey, Walter Afanasieff                                                                                                | Mariah Carey, Walter Afanasieff               | 3:51 |
| 4  | The Roof                          | Mariah Carey, Jean-Claude Olivier, Samuel Barnes, Cory Rooney                                                                  | Mariah Carey, Trackmasters                    | 5:14 |
| 5  | Fourth of July                    | Mariah Carey, Walter Afanasieff                                                                                                | Mariah Carey, Walter Afanasieff               | 4:23 |
| 6  | Breakdown                         | Mariah Carey, Stevie J | Mariah Carey, Sean Combs, Stevie J            | 4:44 |
| 7  | Babydoll                          | Mariah Carey, Cory Rooney, Stevie J                                                                                            | Mariah Carey, Cory Rooney                     | 5:06 |
| 8  | Close My Eyes                     | Mariah Carey, Walter Afanasieff                                                                                                | Mariah Carey, Walter Afanasieff               | 4:20 |
| 9  | Whenever You Call                 | Mariah Carey, Walter Afanasieff                                                                                                | Mariah Carey, Walter Afanasieff               | 4:21 |
| 10 | Fly Away (Butterfly Reprise)      | Mariah Carey, David Morales | Mariah Carey, David Morales                   | 3:49 |
| 11 | The Beautiful Ones (ft. Dru Hill) | Prince | Mariah Carey, Cory Rooney                     | 6:58 |
| 12 | Outside                           | Mariah Carey, Walter Afanasieff                                                                                                | Mariah Carey, Walter Afanasieff, Cory Rooney  | 4:46 |